# 검은 도마뱀
검은 도마뱀(Black Lizard)은 일본에서 제작된 후카사쿠 킨지 감독의 1968년 드라마 영화이다. 미와 아키히로 등이 주연으로 출연하였고 오다 아키라 등이 제작에 참여하였다.

## 출연

### 주연
- 미와 아키히로
- 키무라 이사오
- 마츠오카 키코

### 조연
- 우사미 준야
- 카와즈 유스케
- 니시무라 코우
- 코바야시 토시코
- 오다 소노스케
- 하토리 킨지
- 사토 코이치
- 카토 준
- 탄바 테츠로
- 미시마 유키오

## 제작진
- 원작자: 에도가와 란포